# Way Down
Way Down (The Vault en altres països) és una pel·lícula de l'any 2021, dirigida per Jaume Balagueró i protagonitzada per Freddie Highmore, Àstrid Bergès-Frisbey, Sam Riley, Liam Cunningham, Luis Tosar, Axel Stein, José Coronado i Famke Janssen. La història té una semblança passagera amb la del Black Swan Project, recuperat el 2007 per Odyssey Marine Exploration, una empresa privada de salvament marítim, però que més tard es va lliurar a Espanya després de 5 anys de disputa legal. S'ha subtitulat al català.

## Argument
La llegenda que el Banc d'Espanya és inexpugnable i no es pot atracar no espanta a Thom Johnson (Freddie Highmore), el brillant i jove enginyer reclutat per a esbrinar com accedir al seu interior. L'objectiu és un petit tresor que estarà dipositat en el banc només deu dies. Deu dies per a descobrir el secret de la caixa, deu dies per a ordir un pla, deu dies per a preparar l'assalt, deu dies per a aprofitar-se d'un pla de fugida irrepetible, quan l'esperada final del Mundial de Futbol de Sud-àfrica reuneixi a centenars de milers d'aficionats a les portes del propi Banc. Deu dies per a aconseguir la glòria… o per a acabar a la presó.

## Repartiment
- Freddie Highmore com Thom Johnson
- Astrid Bergès-Frisbey com Lorraine
- Liam Cunningham com Walter Moreland
- Sam Riley com James
- José Coronado com Gustavo Medina
- Luis Tosar com Simón
- Famke Janssen com Margaret
- Emilio Gutiérrez Caba com President del Banc d'Espanya
- Axel Stein com Klaus
- James Giblin com pare de Thom
- Hunter Tremayne com Executiu
- Julius Cotter com Executiu
- Craig Stevenson com Executiu
- Daniel Holguín com Muñoz

## Estrena
Way Down es va estrenar als cinemes el 15 de gener de 2021 al Brasil i Taiwan, i al març als EUA. El 31 de juliol, va estar disponible a Netflix. A Amazon Prime Video al Regne Unit.
La pel·lícula es va estrenar a les sales espanyoles el 12 de novembre de 2021.

## Taquilla
Va obrir amb 1,2 milions d'euros el seu primer cap de setmana a Espanya, convertint-se en el millor debut a taquilla espanyola en el que va de l'any en aquest sentit. La pel·lícula va recaptar 7,8 milions de dòlars arreu del món (5,7 milions de dòlars a Espanya).

## Crítiques
A l'agregador de ressenyes Rotten Tomatoes el 54% de les 24 crítiques són positives, amb una valoració mitjana de 5,8/10. El consens dels crítics del lloc web diu: "El seu temps d'execució passa sense dolor, però les emocions d'enginy de Way Down es veuen atenuades per la familiaritat".

## Premis
Als XXXVI Premis Goya va obtenir el premi als millor efectes especials.